# Hepadnaviridae
Hepadnaviridae is een familie van virussen. Mensen, apen en vogels zijn de natuurlijke gastheren. Er zijn 18 beschreven soorten in deze familie, verdeeld over 5 geslachten. De bekendste vertegenwoordiger is het hepatitis B-virus. Ziekten die met deze familie worden geassocieerd, zijn onder meer: leverinfecties, zoals hepatitis, hepatocellulaire carcinomen (chronische infecties) en cirrose. Het is de enige familie in de orde Blubervirales.

## Genoom
Hepadnavirussen hebben zeer kleine genomen bestaande uit dubbelstrengs, circulair DNA. Het genoom heeft tevens een aantal enkelstrengse gebieden. Het genoom bevat vier belangrijke open leesramen (genen) die coderen voor zeven eiwitten.

## Replicatie
Hepadnavirussen repliceren zich met behulp van een RNA-tussenproduct (een tussenproduct dat ze overschrijven naar cDNA met behulp van reverse-transcriptase). De meeste hepadnavirussen vermenigvuldigen zich alleen in specifieke gastheren, iets dat experimenten met deze virussen bemoeilijkt.

## Taxonomie
De onderstaande geslachten worden erkend:
- Avihepadnavirus
- Orthohepadnavirus
- Herpetohepadnavirus
- Metahepadnavirus
- Parahepadnavirus